# Dieter Kurth
Pour les articles homonymes, voir Kurth.
Dieter Kurth (né le 26 mars 1942 à Bucarest) est un égyptologue allemand.

## Biographie
Après avoir obtenu son doctorat en 1975 et son habilitation en 1980 à Cologne, Dieter Kurth obtient une bourse Heisenberg en 1982. De 1982 à 2007, il enseigne comme professeur à l'université de Hambourg et dirige de 1986 à 2017 le projet Edfou dans le programme de l'Académie des sciences de Göttingen. L'objectif de ce projet est d'établir une traduction globale fiable des inscriptions égyptiennes antiques du temple d'Edfou en Haute-Égypte.